# Honorino Landa
Honorino Landa Vera (1. juni 1942 - 30. maj 1987) var en chilensk fodboldspiller (angriber).
Landa spillede hele sin 14 år lange karriere i hjemlandet, hvor han var tilknyttet Unión Española og Green Cross. Længst tid tilbragte han hos Unión, hvor han spillede i samlet 12 sæsoner, og var med til at vinde det chilenske mesterskab i 1973.
Landa deltog for det chilenske landshold ved både VM i 1962 på hjemmebane, hvor chilenerne vandt bronze, samt ved VM i 1966 i England.